# Емельяновка (Санкт-Петербург)
Емельяновка (фин. Autuansaari) — исчезнувшая деревня на территории Нарвского округа Кировского района Санкт-Петербурга. Располагалась в дельте Невы (устье Екатерингофки), в районе современной станции метро Кировский завод.

## Название
Деревня названа по имени протекавшей рядом реки Емельяновки. В 1925 году Емельяновка была переименована в Алексеевку в честь знатного уроженца деревни, основателя петроградского комсомола Васи Алексеева.

## История
Деревня Емельянова упоминается на карте Ингерманландии 1727 года.
7 ноября 1824 года в Петербурге случилось наводнение, в результате которого соседние деревни Автово и Емельяновка были практически полностью разрушены. На месте смытых деревень были сделаны насыпи высотой 4—5 м и на казённые деньги выстроены новые деревни. Эта застройка сохранялась вплоть до конца 1930-х годов.
На этнографической карте Санкт-Петербургской губернии издания 1849 года П. И. Кёппена, на месте Емельяновки обозначена деревня Autuansaari, расположенная в ареале расселения савакотов. В пояснительном тексте к этнографической карте она записана как Authuansaari (Автова (Емельяновка)) и указано количество её жителей на 1848 год: савакотов — 49 м. п., 52 ж. п., всего 101 человек.
Согласно карте Санкт-Петербургской губернии Ф. Ф. Шуберта 1855 года деревня называлась Емельяновка и насчитывала 26 крестьянских дворов.
В начале XX века, это рабочая окраина Санкт-Петербурга (район Нарвской заставы), основная масса жителей которой — рабочие Путиловского завода.

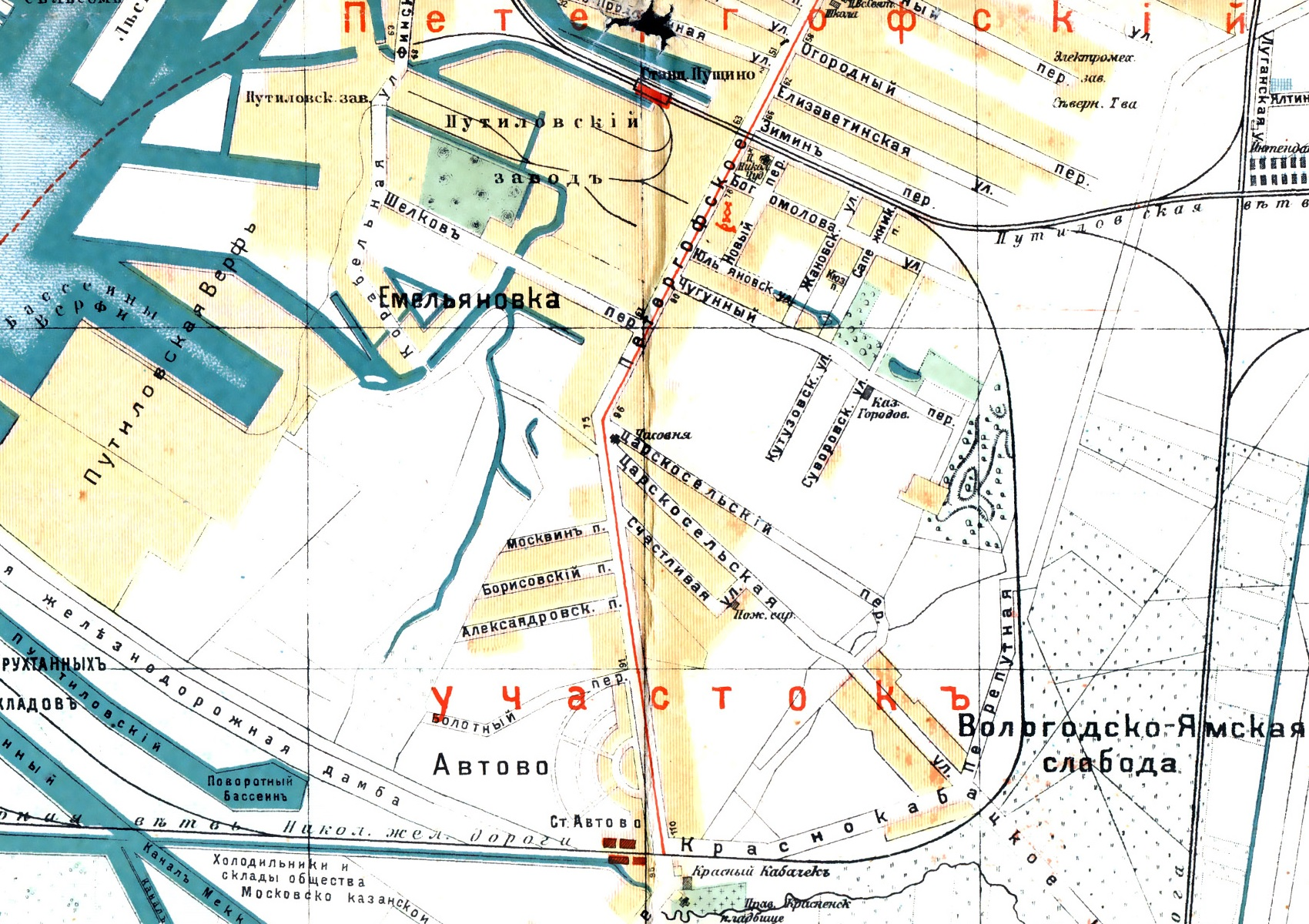
Деревня Емельяновка на карте из путеводителя Суворина 1917 года

С 1 марта 1917-го по 30 апреля 1919 года деревня Емельяновка входила в состав Московской волости Петроградского уезда. 1 мая 1919 года она была включена в состав 1-го Городского района Петрограда.
В годы Великой Отечественной войны большая часть строений была разрушена.
Окончательно деревня была поглощена Кировским заводом в 1965 году, когда был разрушен последний дом.

## Известные уроженцы, жители
В 1896 году в Емельяновке родился и вырос знаменитый основатель петроградского комсомола Вася Алексеев.